# Норенко, Юрий Николаевич
Юрий Николаевич Норенко (род. 8 августа 1946 года) — советский и российский военный деятель и педагог,  генерал-лейтенант. Начальник штаба, первый заместитель командующего 53-й ракетной армии (1991—1994). Заместитель начальника Военной академии имени Ф. Э. Дзержинского — Военной академии РВСН имени Петра Великого (1994—2001).

## Биография
Родился 8 августа 1946 года в г. Советске, Калининградской обл..
С 1964 по 1969 год обучался в Ростовском высшем командно-инженерном училище имени М. И. Неделина.  С 1969 года в Ракетных войск стратегического назначения СССР. С 1969 по 1974 год служил на различных  должностях, в том числе инженером, старшим инженером, командиром группы пуска..
С 1974 по 1976 год обучался на командном факультете Военной академии имени Ф. Э. Дзержинского. С 1976 по 1985 год — начальник штаба — заместитель командира и командир ракетного полка в составе 38-й ракетной дивизии. С 1985 по 1988 год заместитель командира 52-й ракетной дивизии по БЖРК. С 1988 по 1991 год — командир 38-й ракетной дивизии, в составе 31-й Ракетной армии. На вооружении дивизии состояли стратегические пусковые  установки  с тяжёлыми межконтинентальными баллистическими ракетами «Р-36М», «Р-36М УТТХ» и «Р-36М2». В 1990 году Норенко Ю.Н. было присвоено воинское звание генерал-майор.
С 1991 по 1994 год — начальник штаба, первый заместитель Командующего и член Военного совета 53-й Ракетной армии. С 1994 по 2001 год на научно-педагогической работе в Военной академии имени Ф. Э. Дзержинского — Военной академии РВСН имени Петра Великого в качестве заместителя начальника этой академии. В 1995 году Указом Президента Российской Федерации Норенко Ю.Н. было присвоено воинское звание генерал-лейтенант. С 2001 года в запасе. 

## Награды
- Орден Красной Звезды
- Орден «За службу Родине в Вооружённых Силах СССР» III степени[1]